# Zeche Prinzessin
Die Zeche Prinzessin ist ein ehemaliges Steinkohlenbergwerk in Bochum-Mitte-Südwest. Im Feld der Zeche Prinzessin wurde bereits im 14. Jahrhundert Kohlengräberei betrieben.

## Bergwerksgeschichte
Vermutlich um das Jahr 1740 wurde der Prinzessin-Stollen, auch Prinzessin-Oberstollen, angelegt. Das Stollenmundloch befand sich in Ehrenfeld an der heutigen Kreuzung der Kulmer Straße mit der Friederikastraße. Der Stollen wurde 400 Meter in südöstlicher Richtung aufgefahren. Das Bergwerk war zu dieser Zeit eine landesherrliche Zeche, die an Privatgewerken verpachtet wurde. Im Jahr 1749 wurde das Bergwerk wieder auf landesherrliche Rechnung übernommen. Noch im selben Jahr wurde der Stollen wegen nicht genügender Bauhöhe aufgegeben. Es wurde ein neuer Stollen 160 Meter nordwestlich angesetzt. Dieser Prinzessin-Tiefer Stollen, auch Prinzessin Erbstolln, wurde etwa sechs Meter tiefer angesetzt als der Oberstollen. Durch den Stollen wurde ein Teufengewinn von fünf Metern erreicht. Das Stollenmundloch befand sich südlich vom heutigen Graffring. Der Stollen wurde unter dem Oberstollen aufgefahren. Ab dem Jahr 1750 war das Bergwerk in Betrieb. Da mit dem Stollen der Alte Mann angefahren worden war, wurde das Bergwerk in den Jahren 1754 bis 1755 in Fristen gelegt. Ab dem Jahr 1758 war das Bergwerk wieder in Betrieb.
Im Jahr 1761 wurde ein 2,5 Fuß mächtiges Kohlenflöz angefahren. Das Kohlenflöz wurde mit dem Namen Friederica benannt. Im Jahr 1762 sollte die Zeche durch ein östliches Flügelort des General Erbstolln tiefer gelöst werden. Über die Ergebnisse dieser Auffahrung sind keinerlei Ergebnisse in den Unterlagen bekannt. Im Jahr 1868 wurden die Kohlen im Unterwerksbau gewonnen. Hinzu kamen Schwierigkeiten beim Absatz der Kohlen. Im Jahr 1770 wurde der Abbau mittels Gesenk unterhalb der Stollensohle getätigt. Im selben Jahr wurde im östlichen Feldesteil nach einer Auffahrungslänge von 500 Metern eine Störung angefahren. Aus diesem Grund wurde der Abbau im Osten eingestellt. Das Bergwerk wurde erneut in Fristen gelegt. Im Jahr 1772 wurde östlich dieser Störung der Friederica Erbstolln aufgefahren. Im Jahr 1784 waren der Prinzessin-Stollen und die dazugehörenden Schächte weitestgehend zu Bruch gegangen. Im Jahr 1822 wurde die Berechtsame vermessen. Danach lag das Bergwerk weiterhin in Fristen. Am 17. August des Jahres 1846 wurde das Geviertfeld Prinzessin verliehen. Das Feld hatte eine Größe von 0,8 km2 und wurde für den Staat reserviert. Im Jahr 1852 wurde die Zeche Prinzessin privatisiert und an die Zeche Friederika verkauft.